# Odorrana trankieni
Odorrana trankieni är en groddjursart som först beskrevs av Orlov, Ngat och Ho 2003.  Odorrana trankieni ingår i släktet Odorrana och familjen egentliga grodor. IUCN kategoriserar arten globalt som otillräckligt studerad. Inga underarter finns listade i Catalogue of Life.